# Chodba

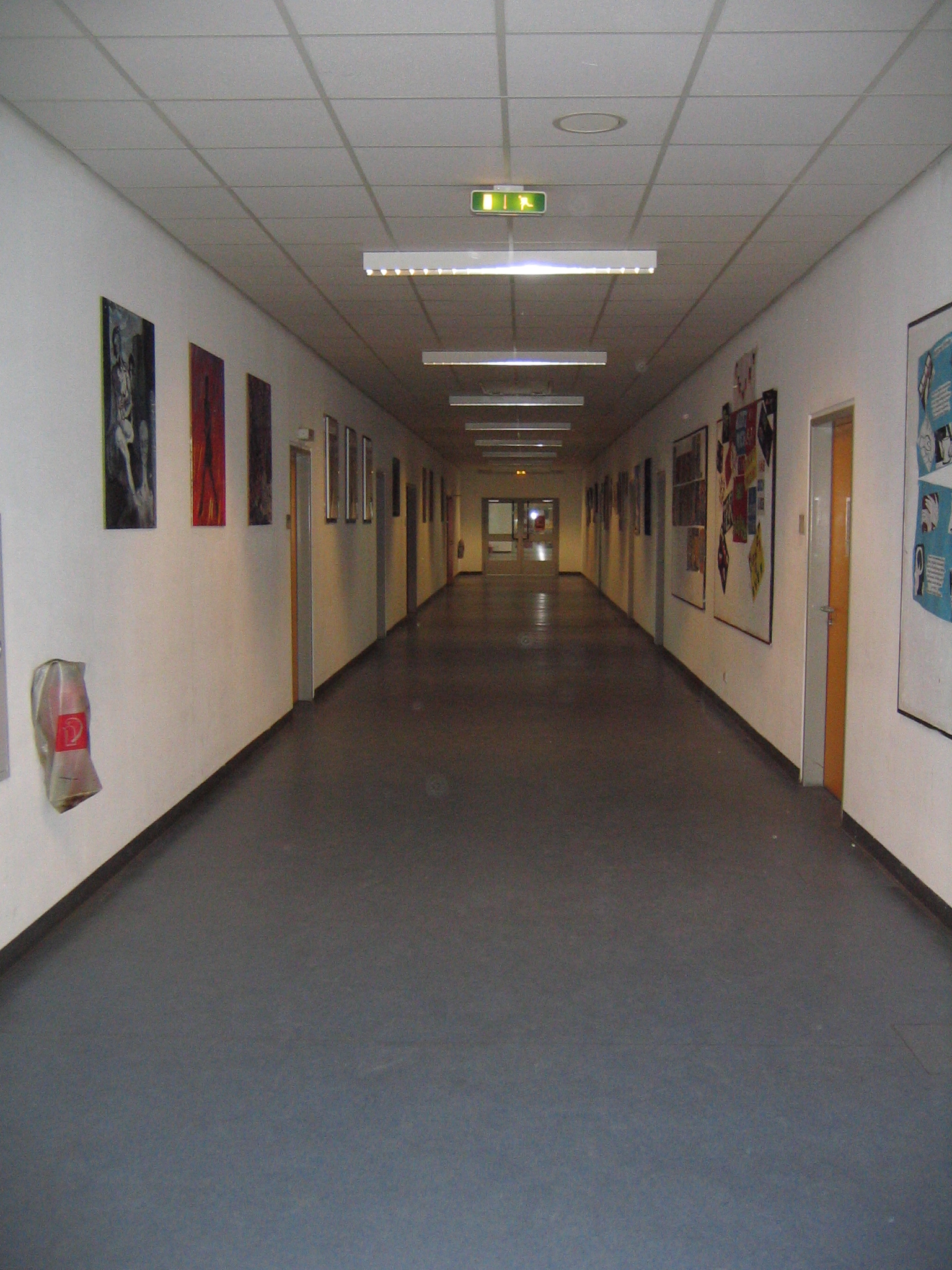
Chodba ve škole

Chodba je část domu, která se nachází bezprostředně za vstupními dveřmi domu. Obecně je to velká místnost, která spojuje vstupní dveře budovy, domu nebo bytu s ostatními prostory nebo místnostmi. Chodba je prostor, který spojuje jednotlivé prostory v domě a umožňuje přecházet z místnosti do místnosti přímo, bez nutnosti procházet ještě jinými průchozími místnostmi.